# Paraleptophlebia adoptiva
Paraleptophlebia adoptiva är en dagsländeart som först beskrevs av Mcdunnough 1929.  Paraleptophlebia adoptiva ingår i släktet Paraleptophlebia och familjen starrdagsländor. Inga underarter finns listade i Catalogue of Life.